# Demografia orientacji seksualnych
Dane demograficzne dotyczące orientacji seksualnej są bardzo zróżnicowane, a szacunki dotyczące populacji osób nieheteroseksualnych są przedmiotem kontrowersji i wynikających z nich dyskusji.

## Raport Kinseya
Dwoma z najbardziej znanych badań demografii ludzkiej orientacji seksualnej były badania dr Alfreda Kinseya „Zachowanie seksualne w ludzkim mężczyźnie” (1948) i „Zachowanie seksualne w ludzkiej kobiecie” (1953). Badania te wykorzystywały siedmiopunktowe spektrum do definiowania zachowań seksualnych, od 0 dla całkowicie heteroseksualnych do 6 dla całkowicie homoseksualnych. Kinsey doszedł do wniosku, że pewien niewielki odsetek populacji był w takim czy innym stopniu biseksualny (mieszczący się w skali od 1 do 5). Podał również, że 37% mężczyzn w USA osiągnęło orgazm poprzez kontakt z innym mężczyzną po okresie dojrzewania, a 13% kobiet osiągnęło orgazm poprzez kontakt z inną kobietą.
Jego rezultaty zostały jednak zakwestionowane, zwłaszcza w 1954 r. przez zespół składający się z Johna Tukeya, Fredericka Mostellera i Williama G. Cochrana, który stwierdził, że większość pracy Kinseya opierała się na dogodnych próbach, a nie na próbach losowych, i tym samym byłyby podatne na zniekształcenia.
Paul Gebhard, były współpracownik i następca Kinseya jako dyrektor Kinsey Institute for Sex Research, przejrzał dane Kinsey i usunął domniemane zanieczyszczenia. Ponownie odkrył, że prawie dokładnie 37% mężczyzn angażowało się w działalność homoseksualną. Zwrócił jednak również uwagę, że Kinsey stwierdził później, że błędem było próbowanie uogólnienia na całą populację.
Bardziej współcześni badacze są przekonani, że Kinsey przecenił częstość występowania pociągu do osób tej samej płci z powodu niedoskonałości jego metod doboru próby.

## Współczesne wyniki ankiet

### Australia

#### 2001–2002
Australijskie badanie 10 173 mężczyzn i 9134 kobiet w wieku od 16 do 59 lat pokazało, że 97,4% mężczyzn i 97,7% kobiet deklarowało się jako osoby heteroseksualne, 1,6% mężczyzn i 0.8% kobiet jako osoby homoseksualne, 0,9% mężczyzn i 1,4% kobiet jako osoby biseksualne. 91,4% mężczyzn i 84,4% kobiet miało wyłącznie heteroseksualny pociąg i heteroseksualne doświadczenie. Częściowy pociąg do osób tej samej płci i homoseksualne doświadczenie miało 8,6% mężczyzn i 15,1% kobiet.

#### 2005–2006
Z Australian Longitudinal Study of Health and Relationships na próbie 8205 osób w wieku powyżej 16 lat wynika, że 98% kobiet i 97,7% mężczyzn miało orientację heteroseksualną, 0.6% kobiet i 1% mężczyzn homoseksualną, a 1,2% kobiet i mężczyzn biseksualną. Pociąg do osób tej samej płci odczuwało 0,2% kobiet i 0,6% mężczyzn, a do obu płci 8,8% kobiet i 3,3% mężczyzn. Doświadczenie homoseksualne miało 7% kobiet i 6% mężczyzn.

### Kanada

#### 2003
Canadian Community Health Survey na próbie ponad 135 000 Kanadyjczyków wykazało, że wśród osób dorosłych 1% z nich deklarowało orientację homoseksualną (1,3% mężczyzn i 0,7% kobiet), a 0,7% biseksualną (0,6% mężczyzn i 0,9% kobiet).

#### 2005
Z Canadian Community Health Survey wynika, że 1,1% dorosłych miało orientację homoseksualną, a 0,8% biseksualną.

### Norwegia
2008
Z Survey of Living Conditions na próbie 6465 Norwegów w wieku powyżej 16 lat wynika, że 98,9% mężczyzn i 98,3% kobiet określiło siebie jako osoby heteroseksualne, 0,6% mężczyzn i 0,7% kobiet jako osoby homoseksualne, 0,2% mężczyzn i 0,8% kobiet jako osoby biseksualne, a 0,3% mężczyzn i 0,2% kobiet było niepewnych swojej orientacji seksualnej. 97,8% mężczyzn i 95,9% kobiet czuło pociąg wyłącznie do osób płci przeciwnej, 0,8% kobiet i mężczyzn miało pociąg wyłącznie do osób tej samej płci, 0,7% mężczyzn i 1,4% kobiet odczuwało pociąg do obu płci, a 0,7% mężczyzn i 2% kobiet nie odczuwało żadnego pociągu.

### Nowa Zelandia
2003–2004
New Zealand Mental Health Survey na próbie 12 992 Nowozelandczyków w wieku powyżej 16 lat wykazało, że 98% osób deklarowało orientację heteroseksualną, 0,8% homoseksualną, 0,6% biseksualną, 0,3% jakąś inną, a 0,1% było niepewnych swojej orientacji seksualnej. 3,2% osób odpowiedziało, że miało tylko doświadczenie seksualne z osobą tej samej płci, a 1,9% miało zarówno doświadczenie homoseksualne, jak i było w związku z osobą tej samej płci.

### Szwajcaria
1995–1996
Z badania przeprowadzonego na grupie 4283 młodych Szwajcarów w wieku od 16 do 20 lat wynika, że 95% dziewczyn i 96,5% chłopców określiło siebie jako osoby głównie heteroseksualne, 1,4% dziewczyn i 1,7% chłopców jako osoby głównie homoseksualne lub biseksualne, a 3,6% dziewczyn i 2,1% chłopców było niepewnych swojej orientacji seksualnej. 2% dziewczyn i 2,9% chłopców odczuwało pociąg do swojej płci, 0,4% dziewczyn i 0,5% chłopców miało homoseksualne fantazje, 0,3% dziewczyn i 0,5% chłopców miało związek homoseksualny. A 1,5% dziewczyn i 2,5% chłopców miało kontakt seksualny z osobą tej samej płci.

### USA

#### 1986–1987
Badanie na grupie 34 706 amerykańskich uczniów w wieku od 12 do 18 lat wykazało, że ogólnie 10,7% z nich było niepewnych swojej orientacji seksualnej, 88.2% określiło się jako osoby głównie (najbardziej lub całkowicie) heteroseksualne, 0,7% jako osoby biseksualne, a 0,4% jako osoby głównie homoseksualne. Jeśli wykluczyć uczniów, którzy byli niepewni swojej orientacji seksualnej, to 98,7% nastolatków określiło się jako osoby głównie heteroseksualne, 0,9% jako osoby biseksualne i 0,4% jako osoby głównie homoseksualne. Ogólnie 4,5% nastolatków doświadczyło głównie pociągu do własnej płci, a w przypadku 18-latków – 6,4% z nich. Homoseksualne fantazje miało 2,6% uczniów, 1% z nich wykazało zachowania homoseksualne, a 0,4% miało związek homoseksualny. 25,9% dwunastolatków miało wątpliwości co do swojej orientacji seksualnej, dla 13-latków ta liczba wyniosła 17,4%, dla kolejnych roczników następująco: 14 lat – 12,2%, 15 lat – 7%, 16 lat – 5,4%, 17 lat – 5%, 18 lat – 8,9%. Wyniki badania wskazują na to, że na rozwijanie się identyfikacji seksualnej podczas okresu dojrzewania miały wpływ czynniki demograficzne i doświadczenie seksualne.

#### 1990
Badanie 663 dorosłych mężczyzn wykazało, że 3,7% z nich miało orientację homo- lub biseksualną.

#### 1992
National Health and Social Life Survey na próbie 3432 dorosłych Amerykanów wykazało, że 96,9% mężczyzn i 98,6% kobiet deklarowało się jako osoby heteroseksualne, 2% mężczyzn i 0,9% kobiet jako osoby homoseksualne, 0,8% mężczyzn i 0,5% kobiet jako osoby biseksualne. Pociąg wyłącznie do osób płci przeciwnej odczuwało 93,8% mężczyzn i 95,6% kobiet, pociąg najczęściej do osób płci przeciwnej czuło 2,6% mężczyzn i 2,7% kobiet, 0,6% mężczyzn i 0,8% kobiet miało pociąg do obu płci. Pociąg najczęściej do osób tej samej płci odczuwało 0,7% mężczyzn i 0,6% kobiet, a pociąg wyłącznie do osób tej samej płci miało 2,4% mężczyzn i 0,3% kobiet. Co najmniej jeden kontakt homoseksualny miało 9% mężczyzn i 4% kobiet.

#### 2001–2006
Badanie w stanie Massachusetts pokazało, że 97,1% dorosłych deklarowało się jako osoby heteroseksualne, 1,9% jako osoby homoseksualne i 1% jako osoby biseksualne.

#### 2004–2005
National Epidemiologic Survey on Alcohol and Related Conditions na próbie 34 653 dorosłych Amerykanów pokazało, że 98% kobiet i 98,1% mężczyzn deklarowało się jako osoby heteroseksualne, 1,1% mężczyzn i 0,7% kobiet jako osoby homoseksualne, 0,4% mężczyzn i 0,8% kobiet jako osoby biseksualne, a 0,4% mężczyzn i 0,5% kobiet było niepewnych swojej orientacji seksualnej. Około 6% Amerykanów w różnym stopniu odczuwało pociąg do osób ich własnej płci, a 4% miało co najmniej jeden kontakt homoseksualny.

#### 2006–2008
National Survey of Family Growth, w którym udział wzięło kilka tysięcy osób w wieku od 18 do 44 lat wykazało, że 93,7% kobiet i 95,7% mężczyzn deklarowało orientację heteroseksualną, 1,1% kobiet i 1,7% mężczyzn homoseksualną, 3,5% kobiet i 1,1% mężczyzn biseksualną, 0,6% kobiet i 0,2% mężczyzn jakąś inną, 1,1% kobiet i 1,3% mężczyzn żadną. 83,3% kobiet i 93,5% mężczyzn miało pociąg wyłącznie do osób płci przeciwnej, 11,9% kobiet i 3,7% mężczyzn czuło pociąg najczęściej do osób płci przeciwnej, 2,8% kobiet i 0,5% mężczyzn odczuwało pociąg w równym stopniu do osób obu płci, 0,6% kobiet i 0,7% mężczyzn czuło pociąg najczęściej do osób tej samej płci, 0,8% kobiet i 1,2% mężczyzn miało pociąg wyłącznie do osób tej samej płci, a 0,7% kobiet i 0,4% mężczyzn było niepewnych swojego pociągu.

#### 2008
General Social Survey pokazało, że 1,7% dorosłych miało orientację homoseksualną, a 1,1% biseksualną.

#### 2009
Z California Health Interview Survey wynika, że 1,8% dorosłych określiło się jako osoby homoseksualne, a 1,4% jako osoby biseksualne.
National Survey of Sexual Health and Behavior wykazało, że 2,5% osób dorosłych deklarowało orientację homoseksualną, a 3,1% biseksualną.

#### 2011
Williams Institute oszacował populację homoseksualną na 1,7%, a biseksualną na 1,8%.

#### 2017
W ogólnokrajowej ankiecie przeprowadzonej przez ośrodek Kantar TNS na reprezentatywnej grupie młodych Amerykanów (18–30 lat) 7% identyfikuje się jako osoby homoseksualne, 4% jako biseksualne a 1% identyfikuje się jeszcze inaczej.

#### 2020
W reprezentatywnym badaniu Instytutu Gallupa przeprowadzonym na losowo wybranych 15 349 pełnoletnich mieszkańcach Stanów Zjednoczonych 5.6% badanych określa się jako LGBT.
| Pokolenie                                  | LGBT (w całości) | Lesbijki | Geje | Biseksualiści | Transpłciowi | Inni LGBT | Heteroseksualiści | Brak opinii |
| ------------------------------------------ | ---------------- | -------- | ---- | ------------- | ------------ | --------- | ----------------- | ----------- |
| Generacja Z (urodzeni w latach 1997–2002)  | 15,9%            | 1,4%     | 2,1% | 11,5%         | 1,8%         | 0,4%      | 78,9%             | 5,2%        |
| Milenialsi (urodzeni w latach 1981–1996)   | 9,1%             | 0,8%     | 2,0% | 5,1%          | 1,2%         | 0,4%      | 82,7%             | 8,1%        |
| Generacja X (urodzeni w latach 1965–1980)  | 3,8%             | 0,7%     | 1,2% | 1,8%          | 0,2%         | 0,1%      | 88,6%             | 7,6%        |
| Baby boomers (urodzeni w latach 1946–1964) | 2,0%             | 0,4%     | 1,2% | 0,3%          | 0,2%         | 0%        | 91,1%             | 6,9%        |
| Tradycjonaliści (urodzeni do 1946)         | 1,3%             | 0,2%     | 0,3% | 0,3%          | 0,3%         | 0,1%      | 89,9%             | 8,9%        |

Ze względu na możliwość wyboru wielu opcji, suma procentów odpowiedzi może nie dawać 100%

### Wielka Brytania

#### 2008
Według badań przeprowadzonych na populacji Wielkiej Brytanii aseksualizm jest deklarowany przez około 1% społeczeństwa.

#### 2009–2010
Integrated Household Survey na próbie ponad 200 tysięcy Brytyjczyków w wieku powyżej 16 lat, którym zadano pytanie o orientację seksualną pokazało, że 94,2% miało orientację heteroseksualną (94% mężczyzn i 94,5% kobiet), 0,9% homoseksualną (1,3% mężczyzn i 0,6% kobiet), a 0,5% biseksualną (0,3% mężczyzn i 0,6% kobiet).

#### 2010–2011
Integrated Household Survey na próbie ponad 200 tysięcy Brytyjczyków w wieku powyżej 16 lat, którym zadano pytanie o orientację seksualną pokazało, że 94% miało orientację heteroseksualną (93,6% mężczyzn i 94,3% kobiet), 1% homoseksualną (1,3% mężczyzn i 0,6% kobiet), a 0,5% biseksualną (0,4% mężczyzn i 0,6% kobiet).

#### 2017
W ogólnokrajowej ankiecie przeprowadzonej przez ośrodek Kantar TNS na reprezentatywnej grupie młodych Brytyjczyków (18–30 lat) 7% identyfikuje się jako osoby homoseksualne, 5% jako biseksualne a 2% identyfikuje się jeszcze inaczej.